# Gordon Pirie
Douglas Alistair Gordon Pirie (ur. 10 lutego 1931 w Leeds, zm. 7 grudnia 1991 w Lymington) – angielski lekkoatleta, długodystansowiec, wicemistrz olimpijski z 1956, wielokrotny rekordzista świata.
Rozpoczął karierę międzynarodową od startu na igrzyskach olimpijskich w 1952 w Helsinkach. W biegu na 5000 metrów zajął w finale 4. miejsce, a w biegu na 10 000 metrów – 7. miejsce. 10 lipca 1953 w Londynie ustanowił swój pierwszy rekord świata, osiągając czas 28:19,4 w biegu na 6 mil. 3 sierpnia tego roku w Londynie był uczestnikiem sztafety 4 × 1500 metrów, która ustanowiła rekord świata czasem 15;27,2. W 1955 został wybrany sportowcem roku przez BBC.
Rok 1956 był szczególnie udany dla Piriego. 19 czerwca w Bergen ustanowił rekord świata w biegu na 5000 metrów wynikiem 13:36,8, 22 czerwca w Trondheim wyrównał należący do Sándora Iharosa rekord świata w biegu na 3000 metrów czasem 7:55,6, a 4 września w Malmö poprawił ten wynik, osiągając 7:52,8. Rekord ten poprawił dopiero w 1962 Michel Jazy.
Na igrzyskach olimpijskich w 1956 w Melbourne Pirie zdobył srebrny medal w biegu na 5000 metrów, za Wołodymyrem Kucem ze Związku Radzieckiego, a przed swym rodakiem Derekiem Ibbotsonem. W biegu na 10 000 metrów zajął 8. miejsce.
Zdobył brązowy medal w biegu na 5000 metrów na mistrzostwach Europy w 1958 w Sztokholmie, przegrywając jedynie z Polakami Zdzisławem Krzyszkowiakiem i Kazimierzem Zimnym. Zajął 4. miejsca w biegu na milę i w biegu na 3 mile na igrzyskach Imperium Brytyjskiego i Wspólnoty Brytyjskiej w 1958 w Cardiff. Na igrzyskach olimpijskich w 1960 w Rzymie zajął 10. miejsce w biegu na 10 000 metrów, a na 5000 metrów odpadł w eliminacjach.
Był mistrzem Wielkiej Brytanii (AAA) w biegu na 6 mil w 1951, 1952, 1953 i 1960, a w biegu na 3 mile w 1953 i 1961.
Był autorem książki Gordon Pirie: Running Fast and Injury Free. Brak numerów stron w książce
Jego żoną była Shirley Hampton, sprinterka, medalistka mistrzostw Europy w 1954.